# Чемпионат Армении по боксу 2020
Чемпионат Армении по боксу 2020 года проходил в Ереване, в декабре 2020 года.

## Медалисты
| Весовая категория            | Золото          | Серебро          | Бронза                          |
| ---------------------------- | --------------- | ---------------- | ------------------------------- |
| Наилегчайший вес (— 52 кг)   | Артур Оганесян  | Рубен Гарбоян    |                                 |
| Легчайший вес (— 57 кг)      | Артур Казарян   | Эрик Петросян    |                                 |
| Лёгкий вес (— 63 кг)         | Нарек Ованнисян | Корюн Астоян     |                                 |
| Первый средний вес (— 69 кг) | Армен Машакарян | Жора Амазарян    |                                 |
| Средний вес (— 75 кг)        | Арман Дарчинян  | Вахтанг Арутюнян |                                 |
| Полутяжёлый вес (— 81 кг)    | Амбарцум Акопян | Артуш Оганесян   |                                 |
| Тяжёлый вес (— 91 кг)        | Хенрик Саргсян  | Геворг Овакимян  |                                 |
| Супертяжёлый вес (+ 91 кг)   | Давид Чалоян    | Гюрген Оганесян  | Саргис Погосян Арман Мнацаканян |